# Janowice Wielkie
Janowice Wielkie (Jannowitz im Riesengebirge en allemand) est un village de Pologne situé entre Jelenia Góra (Pologne) et Kamienna Góra (Pologne), aux pieds des Monts des Géants, près de la frontière avec la République tchèque. Elle est située sur la rivière Bóbr.

## Jumelages
- Bozkov (Tchéquie)
- Bruchhausen-Vilsen (Allemagne)

## Galerie de photos

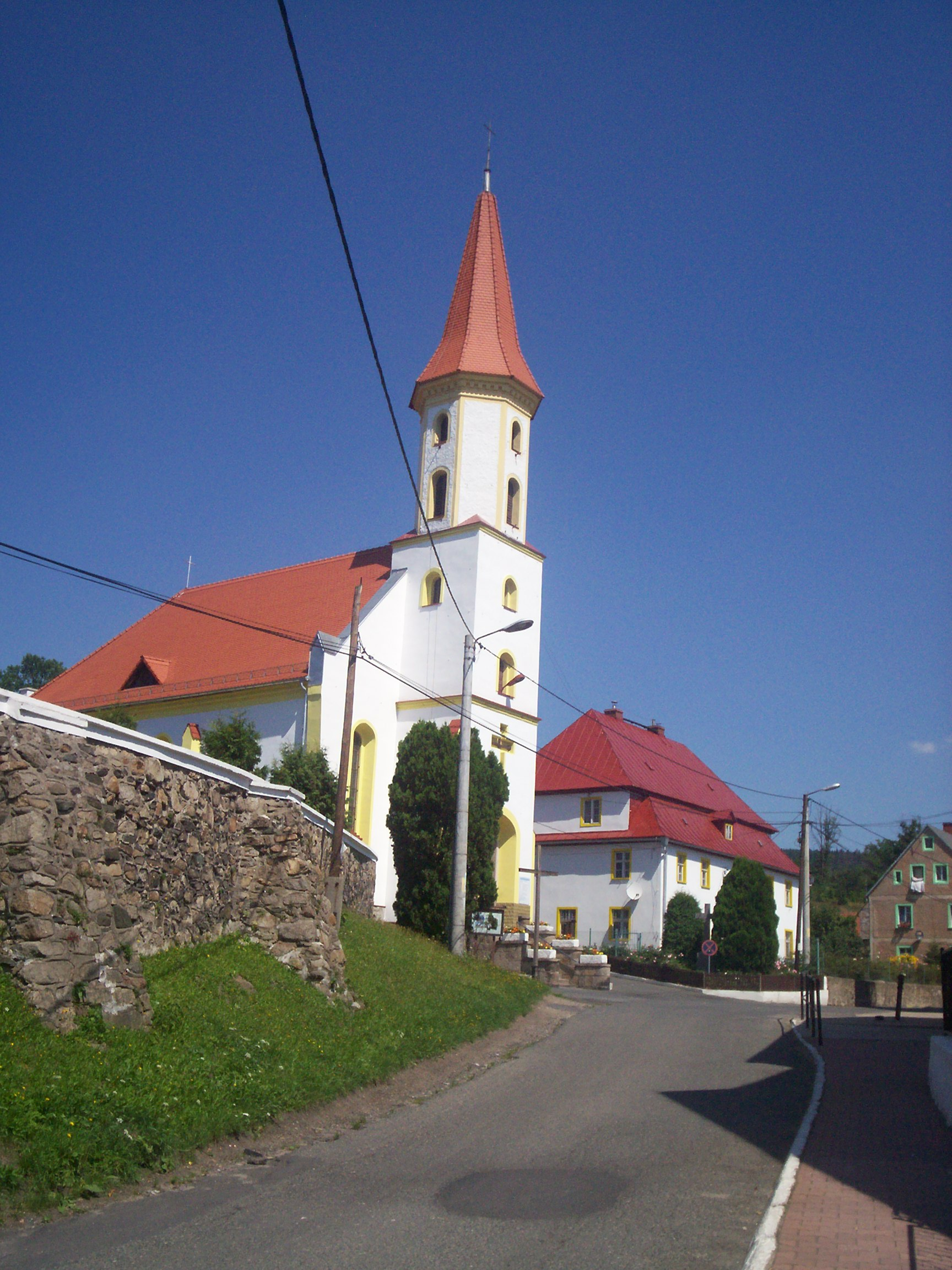
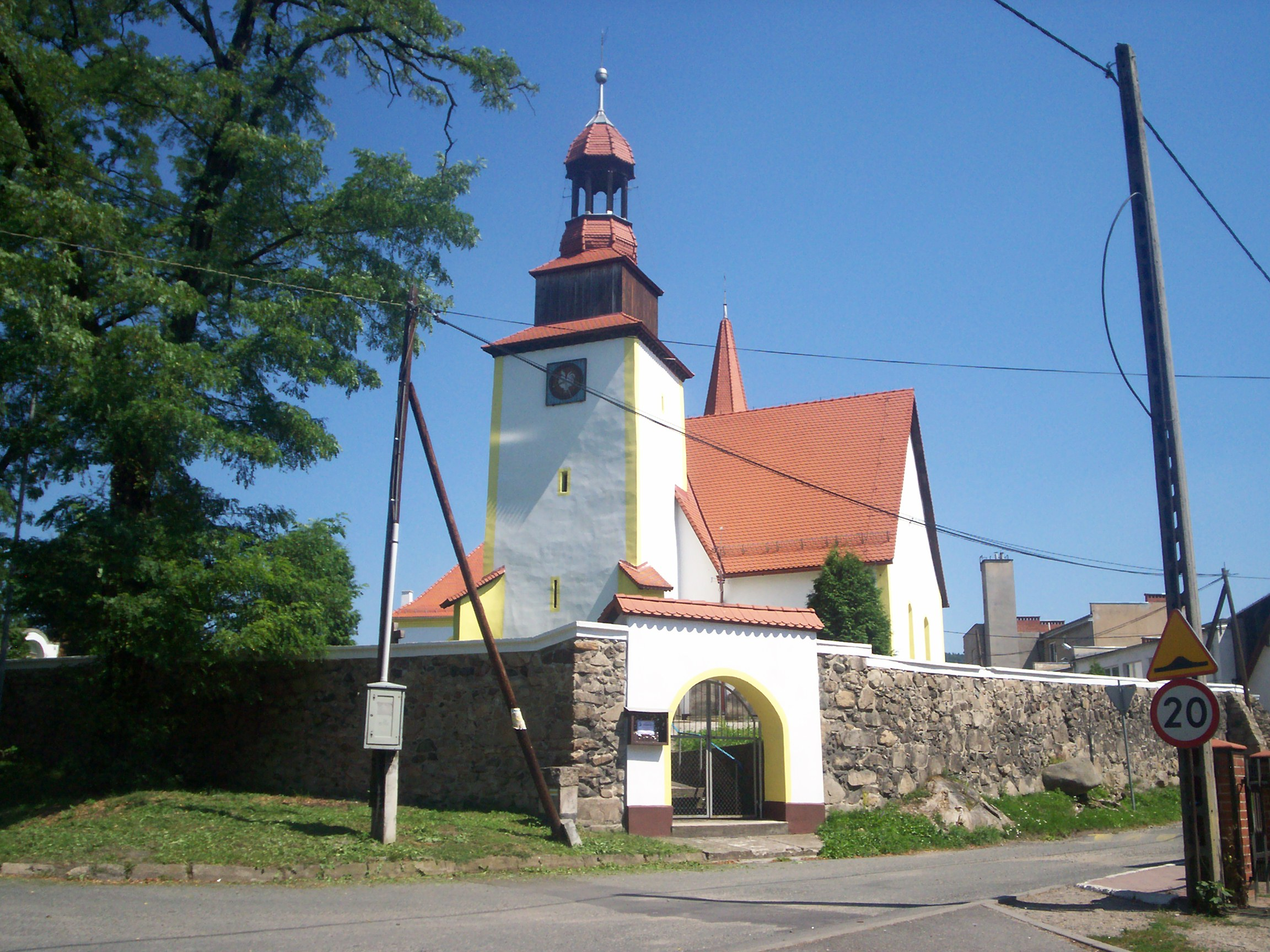
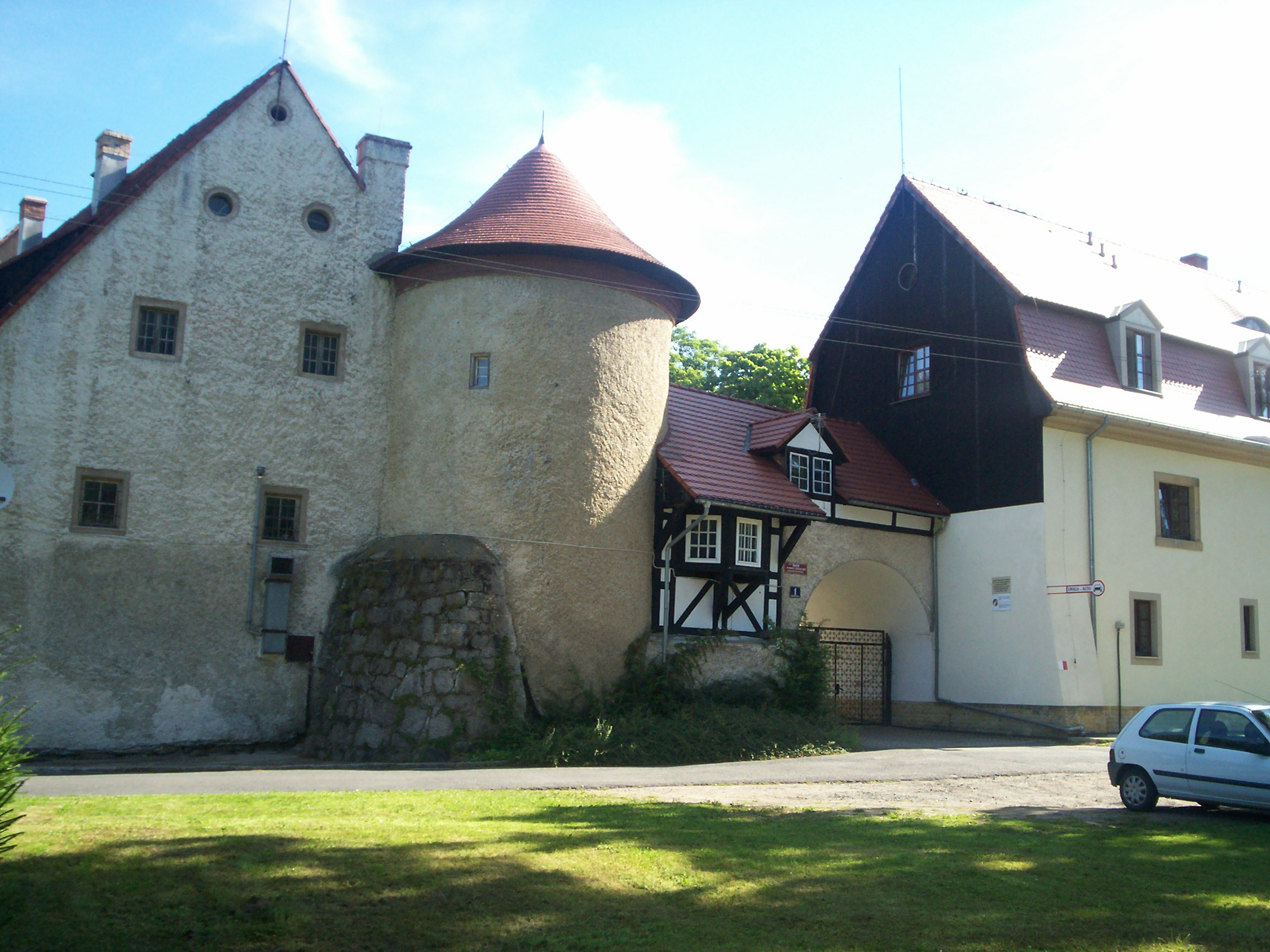
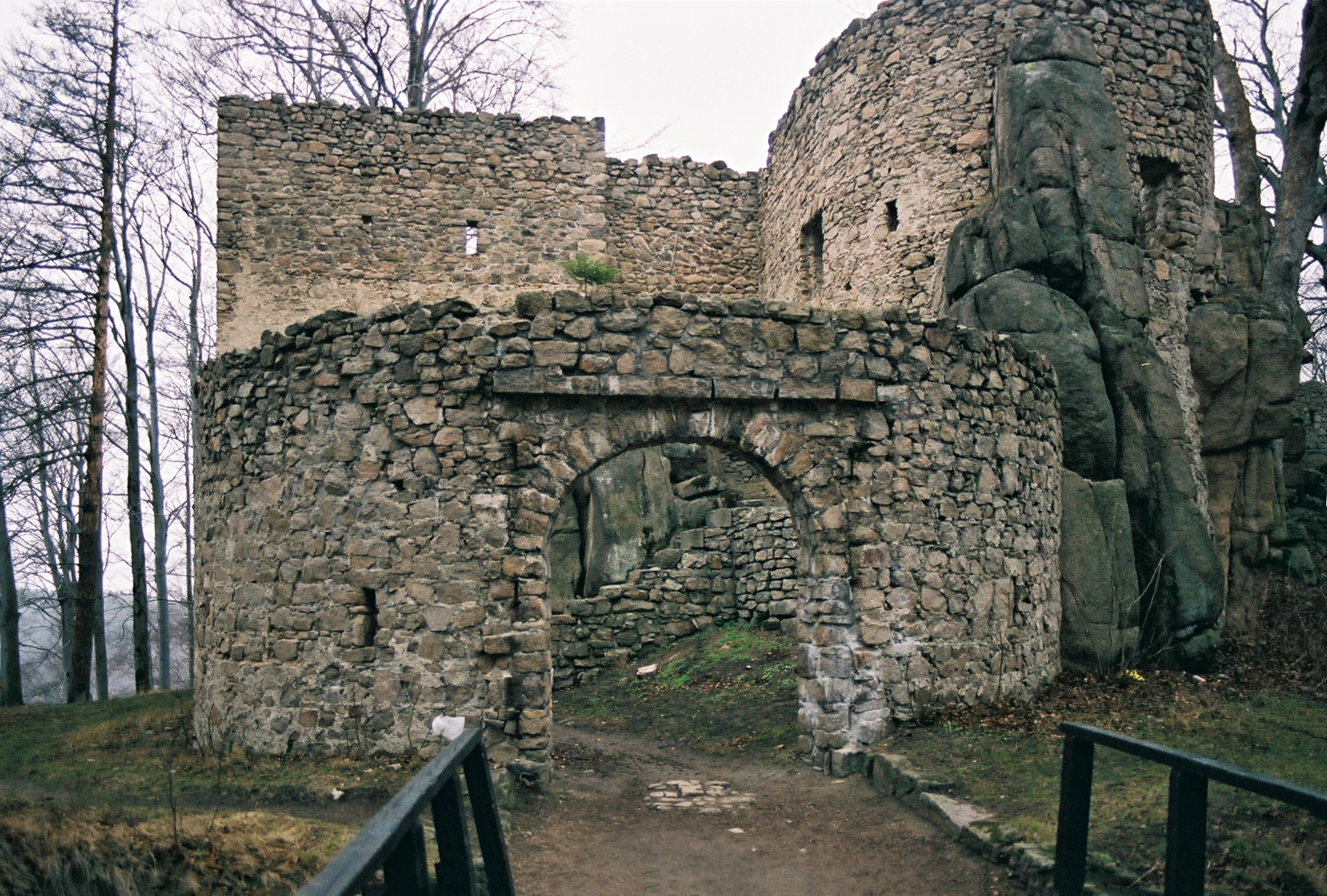
Bolczów Château
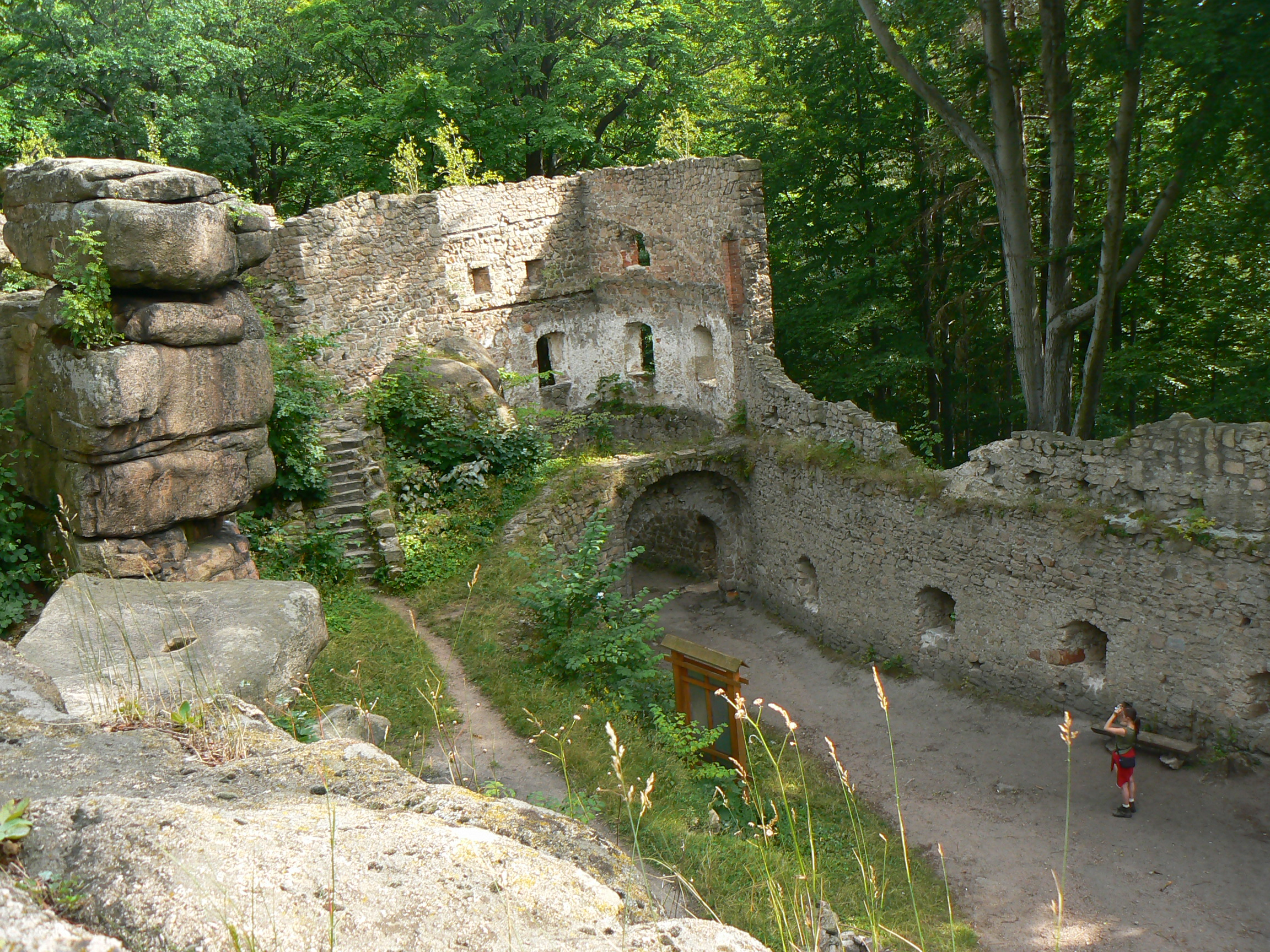
Bolczów Château
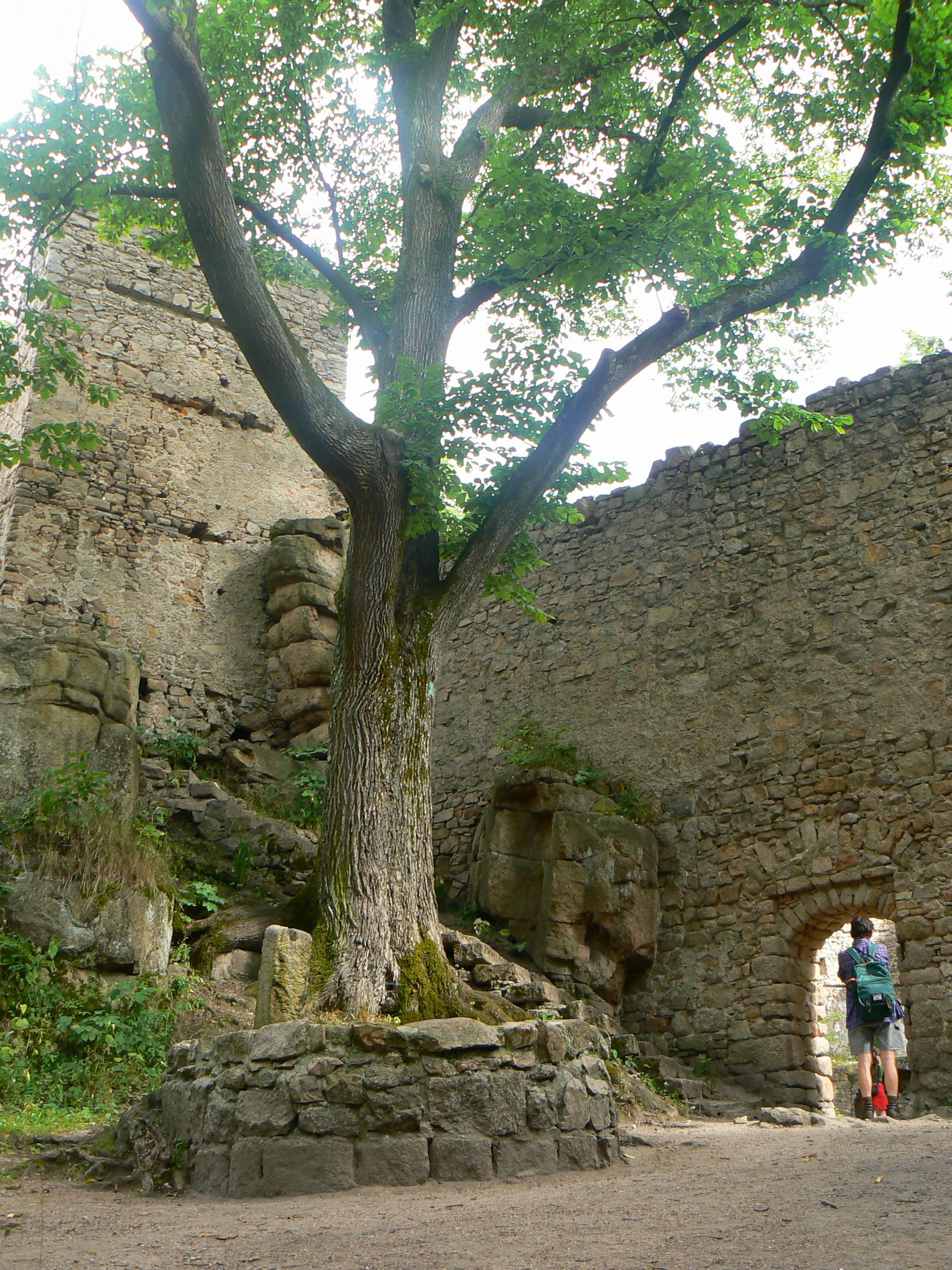
Bolczów Château
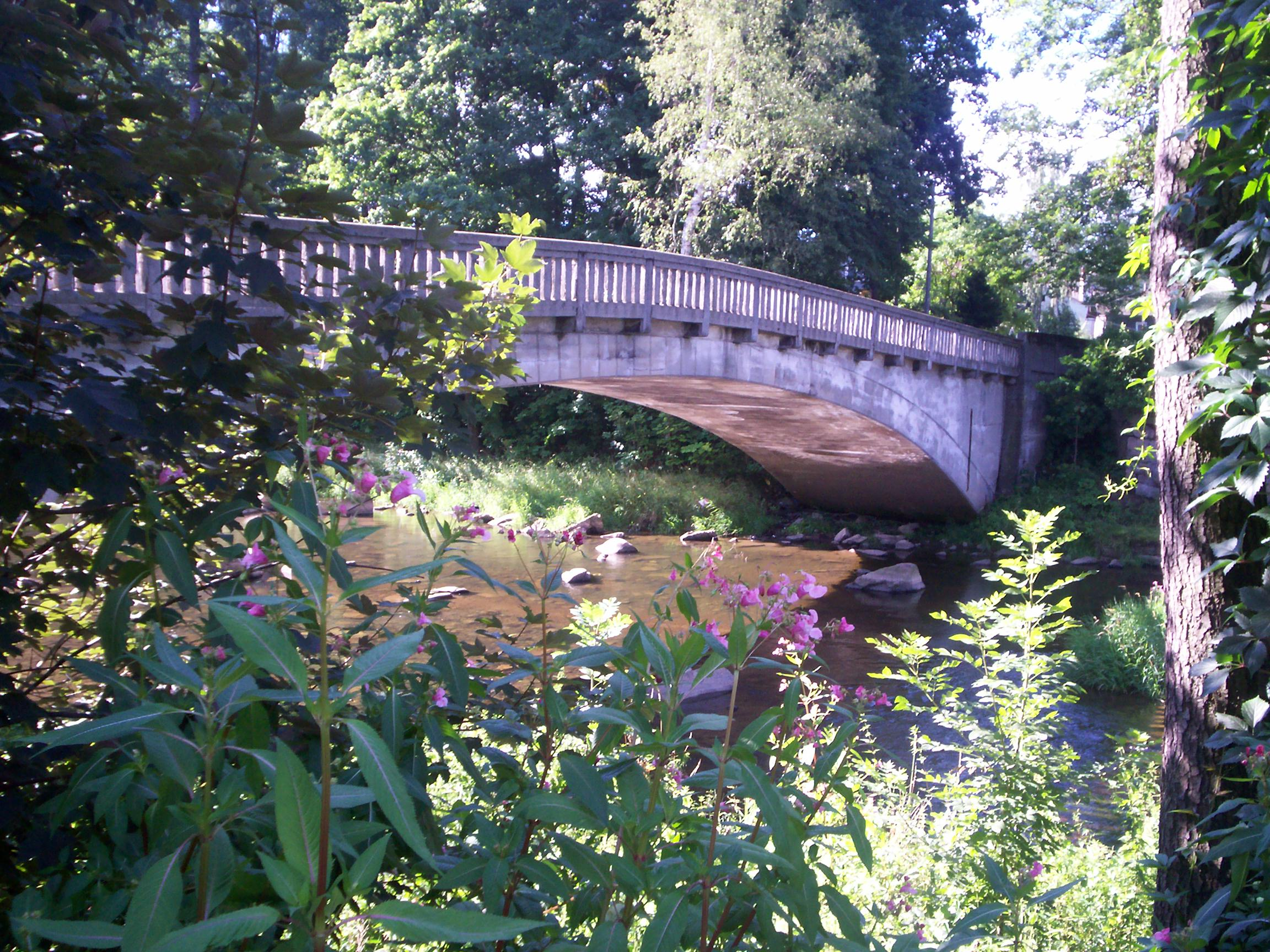
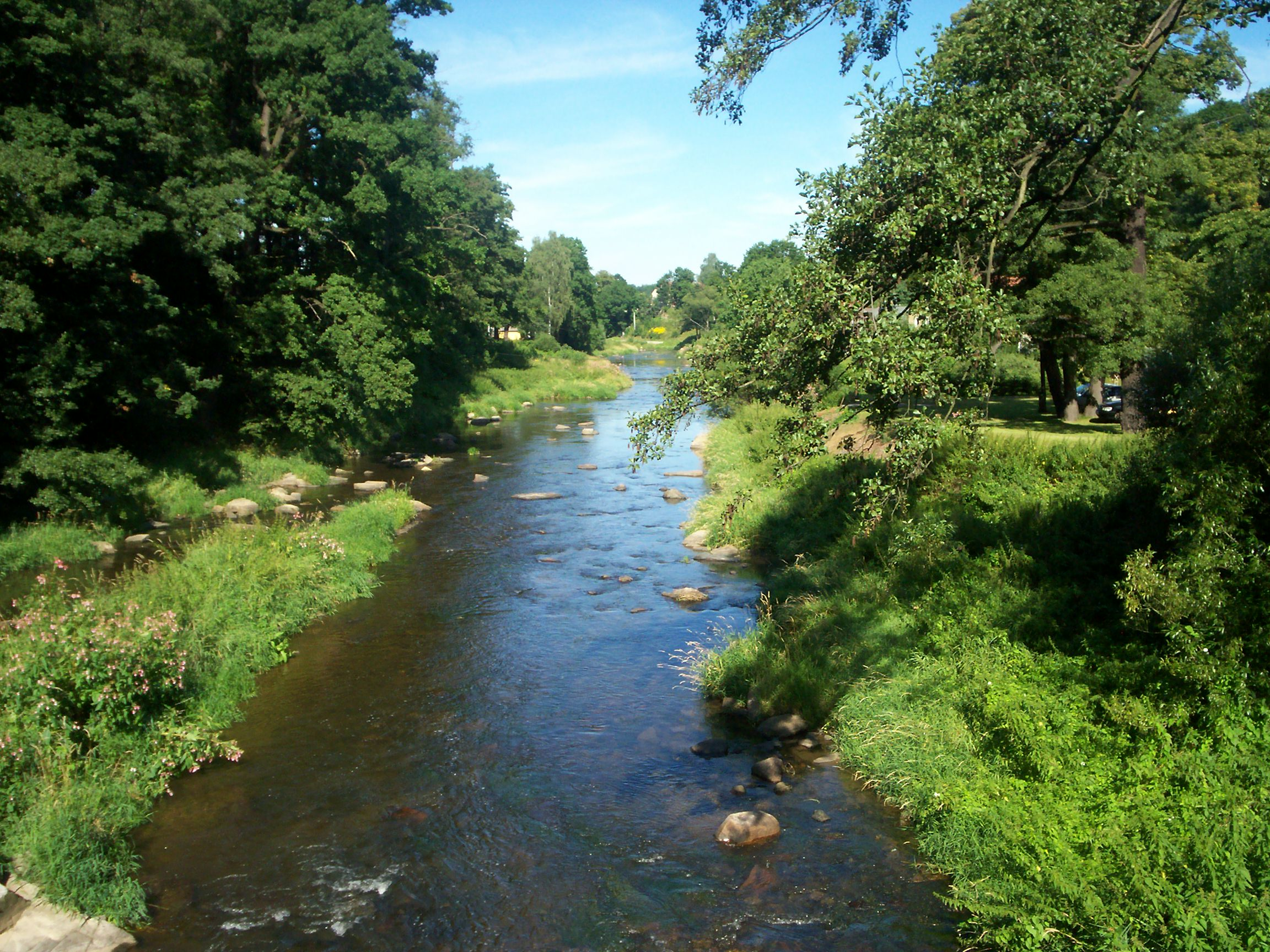
Bóbr